# Bruant de Cabanis
Emberiza cabanisi
Espèce
Statut de conservation UICN

 LC  : Préoccupation mineure
Le Bruant de Cabanis (Emberiza cabanisi) est une espèce de la famille des Emberizidae.

## Répartition et sous-espèces
Son aire fragmenté s'étend à travers l'Afrique subsaharienne (rare en Afrique australe et la corne de l'Afrique).
Selon la classification de référence du Congrès ornithologique international (15.1, 2025) :
- E. c. cabanisi (Reichenow, 1875) — de la Guinée à l'Ouganda ;
- E. c. cognominata (Grote, 1931) — Gabon, Congo, Angola, Zambie, sud de la RDC ;
- E. c. orientalis (Shelley, 1882) — Tanzanie, Malawi, Zimbabwe et Mozambique.

## Systématique
Le nom scientifique complet (avec auteur) de ce taxon est Emberiza cabanisi (Reichenow, 1875).
Ce taxon porte en français le nom vernaculaire ou normalisé suivant : Bruant de Cabanis,.